# Honda CRX

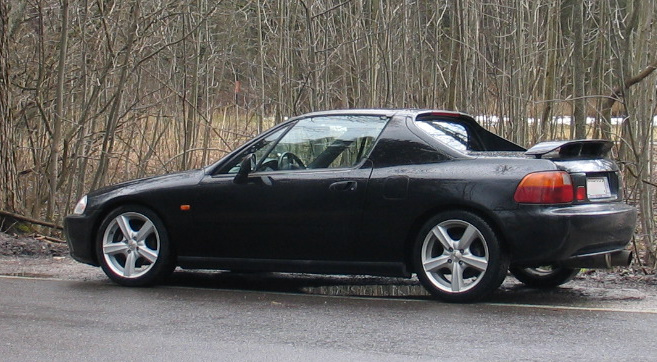
Honda CRX Del Sol

De CRX is een automodel van het merk Honda. Het is de sportieve afgeleide van de populaire Honda Civic. De wagen wordt nu niet meer geproduceerd, maar was heel populair in de jaren tachtig en negentig. Vooral zijn lage gewicht, goede wegligging (als gevolg van de ophanging van de wielen en het lage zwaartepunt) en acceleratievermogen spraken kopers aan. Er zijn drie generaties van de CRX geproduceerd.

## Eerste generatie (1983 t/m 1987)
De CRX werd geïntroduceerd bij de introductie van de gewone Civic van de vierde generatie. Hij kwam in twee versies: één met een 1,5 literbenzinemotor (12 kleppen en 100 pk) en later één met een 1,6 literbenzinemotor (16 kleppen en 125 pk).

## Tweede generatie (1987 t/m 1992)
De tweede generatie van de CRX werd gelijktijdig gebouwd met de vierde generatie van de Civic. Eerst was hij voorzien van een SOHC- en DOHC-benzinemotor (D16Z5/D16A9) van 1,6 liter en respectievelijk 124 en 131 pk met het gewicht van 909 kg, maar later was er keuze uit een derde motor, de DOHC (B16A1) VTEC-motor van 150 pk met het gewicht van net boven de 1000 kg.

## Derde generatie (1992 t/m 1998)
De derde en laatste generatie van de CRX werd geïntroduceerd in 1992 op de autosalon van Genève. De auto is een heel ander concept dan de eerste twee generaties, en volgens velen geen echte CRX.
Wat meteen opvalt aan de auto is dat het een echte tweezitter is (terwijl type 1 en 2 van een zogenaamd 2+2-principe waren) en de twee aparte grootlichtinstallaties die in de voorbumper verwerkt zijn. Deze worden door veel mensen overigens aangezien voor mistlampen.
In het buitenland is de derde generatie CRX ook verkocht onder de naam “Del Sol”, Spaans voor “van de zon”. Deze benaming past zeker bij de auto, aangezien deze een zogenaamd targadak heeft. De auto kon optioneel geleverd worden met een elektrisch targadak, TransTop zoals Honda het noemt. Het dak wordt dan door middel van twee armpjes van de auto gepakt en in de koffer gelegd, iets wat tot op de dag van vandaag nog steeds een hoop bekijks trekt. Is de auto uitgerust met zo'n elektrisch daksysteem, dan komt er achter de typeaanduiding een E te staan (ESi-E of VTi-E).
De "Del Sol" kon met twee motoren geleverd worden, namelijk een 1,6 liter 125 pk sterke SOHC VTEC (ESi) en een 1,6 liter 160 pk sterke DOHC VTEC (VTi). Het VTEC-systeem werkt bij de ESi alleen op de inlaatkleppen, bij de VTi worden ook de uitlaatkleppen meegenomen.
Het onderstel is een aangepaste versie van het onderstel van de Honda Civic. Dit zorgt ervoor dat de Del Sol met hoge snelheid door bochten kan rijden en zich voortreffelijk laat besturen.
De Del Sol kan zowel rustig als sportief bereden worden, Bij een rustige rijstijl zal het gemiddelde verbruik rond de 1 op 13 liggen en bij een sportieve rijstijl zal dit rond de 1 op 9 zijn.
In het tweede kwartaal van 1998 stopte Honda met de productie van de CRX Del Sol. De reden hiervoor was de tegenvallende verkopen door de erg hoge aanschafprijs (26.000 tot 32.000 euro).

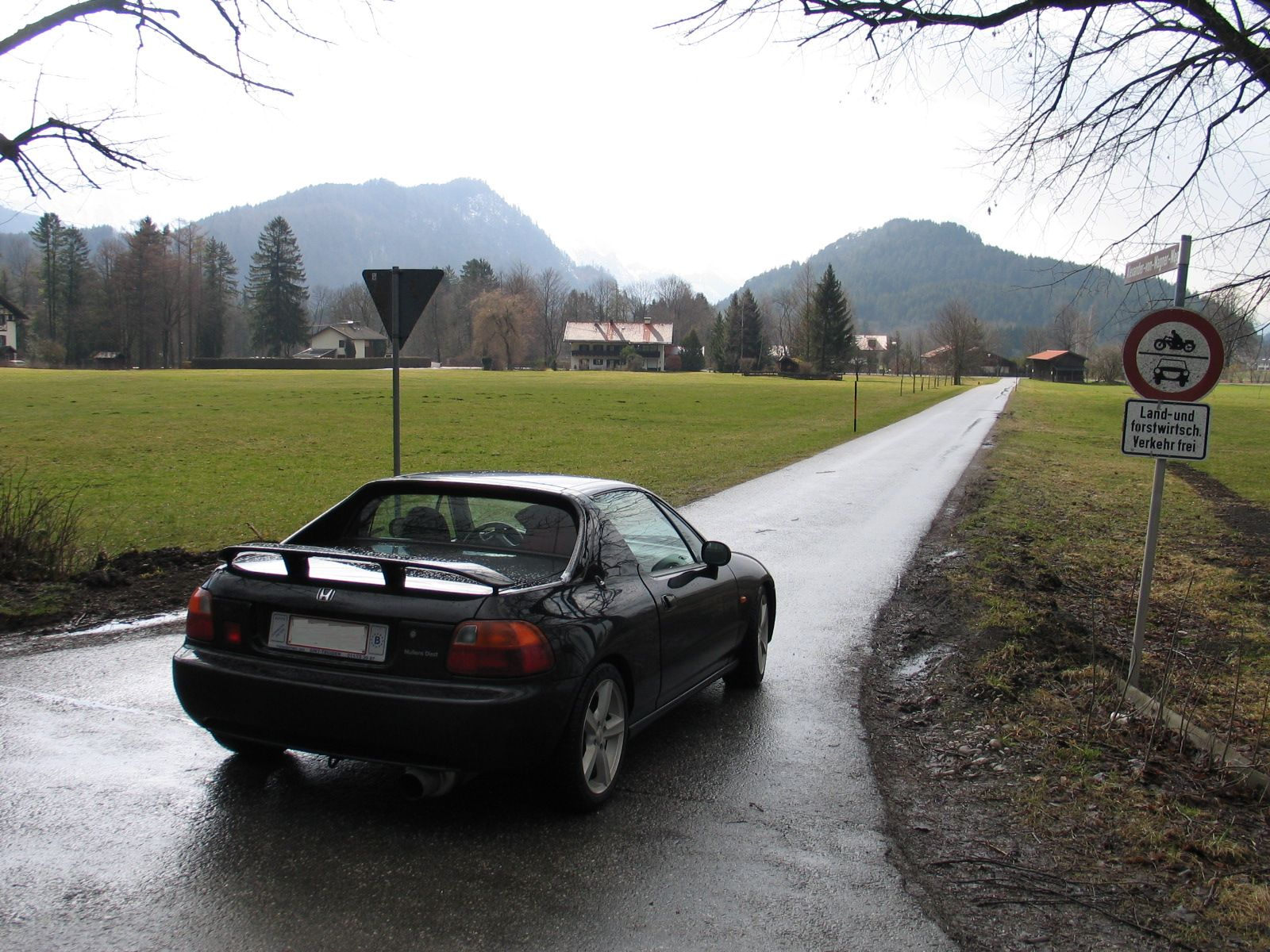
Honda CRX Del Sol
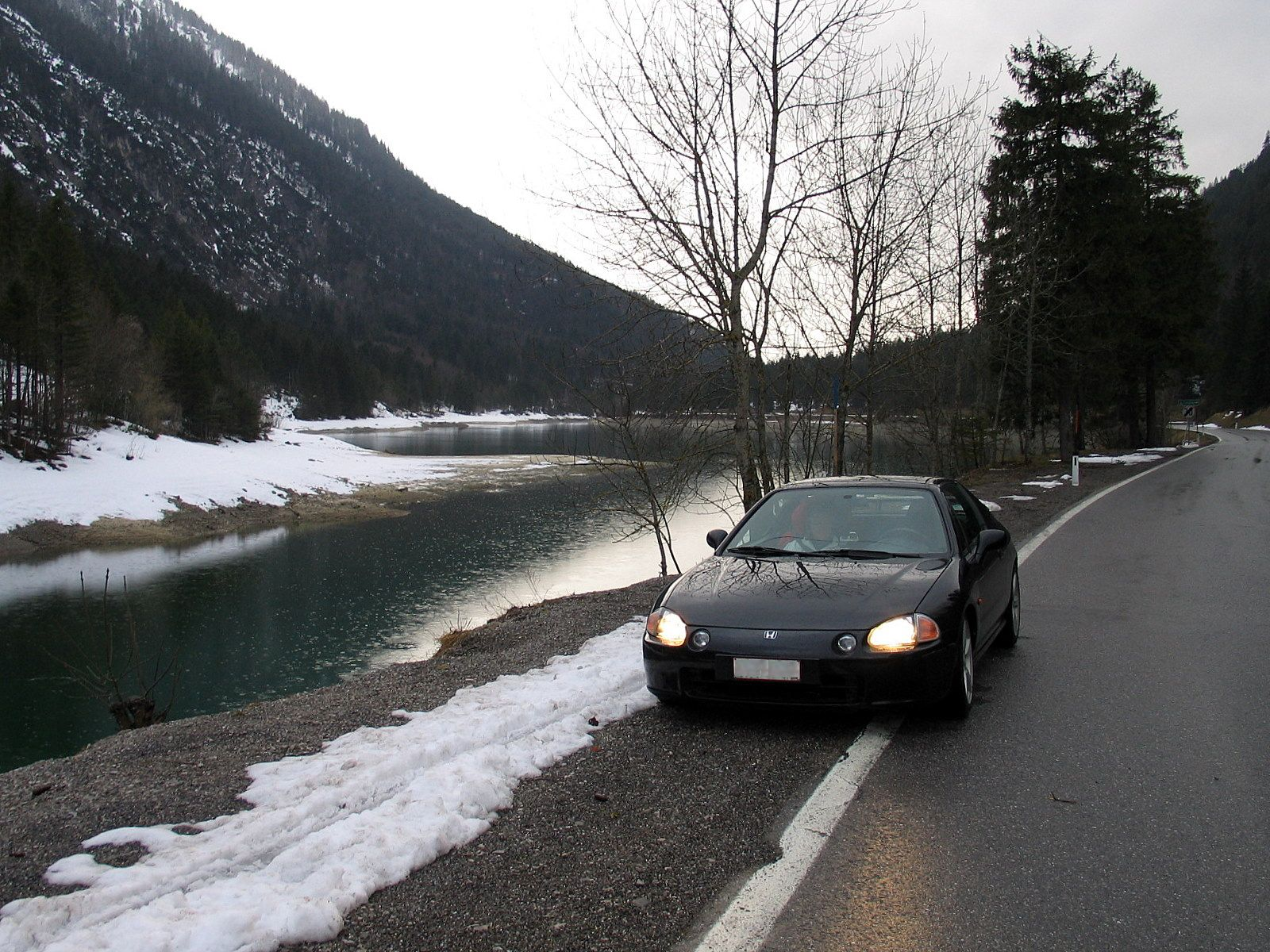
Honda CRX Del Sol aan de Plansee

## Opvolger
Honda heeft de CR-Z als opvolger van de CRX geïntroduceerd. Deze wordt echter alleen als hybride geleverd met een manuele transmissie. 
Huidige modellen België & Nederland:
Civic ·
CR-V ·
HR-V ·
e ·
Jazz ·
NSX
Overige modellen internationaal:
Life ·
Zest ·
N BOX ·
Acty ·
Vamos ·
Civic Hybrid ·
FCX Clarity ·
Freed ·
Stream ·
StepWGN ·
Odyssey ·
Elysion ·
Crosstour ·
Passport ·
Pilot ·
Ridgeline
Uit productie:
N ·
Z ·
Today ·
That's ·
T ·
TN ·
S ·
Beat ·
Logo ·
Capa ·
Mobilio ·
L ·
S-MX ·
Airwave ·
CRX ·
1300 ·
Quintet ·
Integra ·
Concerto ·
Domani ·
Prelude ·
Ascot ·
Avancier ·
FR-V ·
Shuttle ·
Inspire ·
Legend ·
HR-V ·
Crossroad ·
Element ·
Horizon ·
Tourmaster ·
S2000 ·
NSX